# Kanton Châteaurenard
Kanton Châteaurenard je francouzský kanton v departementu Bouches-du-Rhône v regionu Provence-Alpes-Côte d'Azur.

## Složení kantonu
| Obec          | Počet obyvatel (2008) | PSČ   |
| ------------- | --------------------- | ----- |
| Barbentane    | 3763                  | 13570 |
| Châteaurenard | 14817                 | 13160 |
| Eyragues      | 4338                  | 13630 |
| Graveson      | 3836                  | 13690 |
| Noves         | 5106                  | 13550 |
| Rognonas      | 4122                  | 13870 |